# Recours en annulation en droit de l'Union européenne
Pour les articles homonymes, voir recours en annulation.
 (novembre 2015).
Si vous disposez d'ouvrages ou d'articles de référence ou si vous connaissez des sites web de qualité traitant du thème abordé ici, merci de compléter l'article en donnant les références utiles à sa vérifiabilité et en les liant à la section « Notes et références ».
En droit de l'Union européenne, le recours en annulation est un recours de droit de l'Union européenne prévu à l'article 263 du traité sur le fonctionnement de l'Union européenne.
Avec ce recours, le requérant peut demander l'annulation d'un acte décisoire de toute institution de l'Union européenne. Ce recours entre dans le cadre du contrôle de légalité du droit de l'Union européenne dérivé.
Ce type de recours existe dans d'autres systèmes juridiques, comme en France.

## Conditions de recevabilité
Le recours en annulation d'un acte de droit de l'Union dérivé est soumis à certaines conditions de recevabilité. Ces conditions sont relatives au délai pour agir, aux actes attaquables et à la qualité de requérants.

### Délai pour agir
Le recours en annulation doit être formé dans un délai de deux mois. Ce délai court à compter du quatorzième jour suivant la publication de l'acte au Journal Officiel de l'Union Européenne (J.O.U.E) pour les décisions et les décisions-cadres, de sa notification au requérant, ou à défaut, du jour où celui-ci en a eu connaissance. Ce délai est toujours augmenté de 10 jours. (article 50 et 51 du Règlement de procédure de la Cour de Justice du 25 septembre 2012).
Cette condition de délai, prévue par l'article 263(6) du TFUE, est d'ordre public. Cependant, la force majeure et l'inexistence de l'acte en raison de la gravité de l'illégalité qui l'affecte, font échec à la forclusion du délai pour agir.

### Actes attaquables
Les actes susceptibles d'un recours en annulation pour illégalité sont, aux termes de l'article 263(1) du TFUE :
1. les actes législatifs de l'Union ;
2. les actes du Conseil, de la Commission et de la Banque centrale européenne (autres que les recommandations et les avis) ;
3. les actes du Parlement européen et du Conseil européen destinés à produire des effets juridiques à l'égard des tiers ;
4. les actes des organes ou organismes de l'Union destinés à produire des effets juridiques à l'égard des tiers.

Le recours en annulation pour illégalité est donc dirigé contre tous les actes pris par les institutions, organes ou organismes de l'Union pour peu que ces actes soient en eux-mêmes décisoires (c'est-à-dire « producteurs d'effets de droit » donc susceptibles en tant que tels de « faire grief ») et non, par exemple, simplement déclaratoires ou programmatiques. Ceci est confirmé par l'arrêt de la Cour de justice de l'Union européenne du 31 mars 1971, Commission c/ Conseil : le recours en annulation doit être ouvert contre toutes les dispositions prises par les institutions quelles qu’en soient la nature ou la forme tant que ces dernières produisent des effets de droit.
À l'inverse de ce qui advient en droit administratif français, l'abstention des institutions, organes ou organismes de l'Union ne donne pas naissance à une décision implicite. Elle ne peut donc faire l'objet d'un recours en annulation mais seulement d'un recours en carence.

### Requérants admis
L'ouverture du recours en annulation pour illégalité est limité à certains requérants, selon leur qualité pour agir et leur intérêt à agir qui vont dépendre de la nature de l'acte attaqué et de leur lien avec cet acte.

#### Requérants institutionnels
Certains requérants institutionnels sont privilégiés (il s'agit, selon l'article 263, alinéa 2 TFUE, des États membres, du Parlement européen, du Conseil et de la Commission) : ils sont dispensés de prouver leur intérêt à agir.
Les autres requérants institutionnels sont semi-privilégiés (il s'agit, selon l'article 263, alinéa 3, de la Cour des comptes, de la Banque centrale européenne et du Comité des régions) : ils doivent prouver leur intérêt à agir en démontrant que leur recours tend à sauvegarder leurs prérogatives respectives.

#### Requérants particuliers
Aux termes de l'article 263, alinéa 4 du TFUE, les autres personnes physiques ou morales doivent prouver leur qualité pour agir en même temps que leur intérêt à agir en démontrant que leur recours est dirigé : 
1. contre un acte (règlementaire ou non) dont elles sont destinataires (par exemple : une décision nominative ayant valeur de sanction) ;
2. contre un acte (règlementaire ou non) qui les concerne directement et individuellement (c'est-à-dire qu'elles peuvent être considérées comme se trouvant placées, par rapport à cet acte, dans une situation analogue à celle d'un destinataire : par exemple, une mesure de portée générale ayant valeur de restriction et déterminant une classe de destinataires à laquelle la personne concernée démontre qu'elle appartient avec suffisamment d'évidence) ;
3. contre un acte réglementaire qui les concerne directement et ne comporte pas de « mesures d'exécution » (c'est-à-dire qu'il se trouve directement applicable dans le droit national des États membres : il s'agira essentiellement des règlements européens, par opposition aux directives, lesquelles doivent - en principe - être transposées par un acte législatif ou règlementaire des États membres pour être applicables dans leur droit national).

Dans le premier cas (actes dont le requérant est destinataire), la démonstration de l'intérêt à agir sera généralement aisée et la recevabilité quasiment certaine. Dans les deux cas suivants, la démonstration de l'intérêt à agir sera souvent délicate et dépendra étroitement des moyens de preuve avancés et d'une jurisprudence complexe. Ainsi, l'arrêt Plaumann de la CJCE du 15 juillet 1963 (dit arrêt Mandarines), à l'origine sur ce point d'une jurisprudence constante de la CJCE puis de la CJUE, précise :

« Les sujets autres que le destinataire d'une décision ne sauraient prétendre être concernés individuellement que si cette décision les atteint en raison de certaines qualités qui leur sont particulières ou d'une situation de fait qui les caractérise par rapport à toute autre personne et de ce fait les individualise d'une manière analogue à celle du destinataire. »

Cinquante ans plus tard, l'arrêt Inuit de la CJUE du 3 octobre 2013 rappelle, en même sens (point 72) :

« Les personnes physiques ou morales ne satisfont à la condition relative à l’affectation individuelle que si l’acte attaqué les atteint en raison de certaines qualités qui leur sont particulières ou d’une situation de fait qui les caractérise par rapport à toute autre personne et, de ce fait, les individualise d’une manière analogue à celle d’un destinataire. »

La possibilité de déterminer avec plus ou moins de précision, le nombre ou même l'identité des sujets de droit auxquels s'appliquent une mesure n'implique pas que ces sujets doivent être considérés comme étant concernés individuellement par cette mesure, dès lors que cette application est effectuée en vertu d'une situation objective de droit ou de fait définie par l'acte en cause (arrêt Telefonica/Commission, C-274/12 point 47). Le fait qu'un requérant ait participé à une procédure aboutissant à l'inscription d'une donnée dans une directive n'est pas de nature à l'individualiser (arrêt Industrias Químicas del Vallés C-244/16, point 90).
Concernant la nécessité de "comporter" des mesures d'exécution, la CJUE a estimé dans l''arrêt  du 13 mars 2018 (point 72) : 

« Le libellé de l'article 263, quatrième alinéa, dernier membre de phase TFUE, n'exige pas, pour qu'une mesure soit qualifiée de mesure d'exécution d'un acte réglementaire, que cet acte constitue la base juridique de cette mesure. Une même mesure peut être une mesure d'exécution tant de l'acte dont les dispositions constituent sa base juridique que d'un acte distinct [...] lorsque tout ou partie des effets juridiques de ce dernier acte ne se matérialiseront, à l'égard de la partie requérante, que par l'intermédiaire de cette mesure. »

## Moyens invocables
Le recours en annulation tend à l'annulation d'un acte de droit dérivé de l'Union, contraire à une norme supérieure (les traités de l'Union ou les principes généraux du droit de l'Union, exceptionnellement certaines règles de droit international, en particulier issues de la Convention européenne des droits de l'homme). La contrariété de l'acte attaqué est alléguée, soit par des moyens de légalité externe, soit par des moyens de légalité interne. Ces moyens sont définis par l'article 263, alinéa 2 du TFUE qui donne à la Cour compétence pour se prononcer sur les recours pour :
1. incompétence (l'autorité émettrice de l'acte attaqué a statué en dehors de son habilitation) ;
2. violation des formes substantielles (par exemple, les voies de recours ne sont pas indiquées par un acte valant sanction) ;
3. violation des traités ou de toute règle de droit relative à leur application (l'acte attaqué est frontalement contraire à ce qu'indiquent ou supposent les traités fondateurs de l'Union) ;
4. détournement de pouvoir (par exclusion des cas précédents, l'acte attaqué entre bien dans le champ de compétence de l'autorité émettrice, il respecte les formes substantielles et ne viole pas les traités mais, pour autant, il excède ce que l'on devrait normalement en attendre, en révélant par exemple un conflit d'intérêts c'est-à-dire, plus vulgairement, un cas potentiel de corruption).

### Moyens de légalité externe
Les moyens de légalité externe (ou moyens de forme) sont d'ordre public. Ils peuvent donc être soulevés d'office par le juge, et invoqués à n'importe quel moment par les parties. Il s'agit essentiellement de l'incompétence (rationae temporis, loci ou materiae) et de la violation des formes substantielles prescrites par les traités et les actes de droit de l'Union dérivé.

### Moyens de légalité interne
Les moyens de légalité interne (ou moyens de fond) sont de deux types. Il peut s'agir de la violation d'un traité ou de toute règle de droit relative à son application, auquel cas cette règle s'entend de l'ensemble des normes de l'Union supérieures à l'acte attaqué. Il peut également s'agir d'un détournement de pouvoir, très rarement retenu par la Cour de justice de l'Union européenne.

## Office du juge
La CJUE a limité la portée de son contrôle au fond, pour garantir l'autonomie des institutions en matière économique. Les juges de l'Union vérifient l'exactitude matérielle des faits mais ne censurent que l'erreur manifeste d'appréciation entachant leur qualification juridique. L'annulation d'un acte dispose de l'autorité de chose jugée : les institutions qui méconnaîtraient l'arrêt d'annulation s'exposent à un recours en carence, voire à l'engagement de la responsabilité de l'Union européenne.
L'annulation d'un acte de l'Union emporte un effet rétroactif (l'acte est normalement réputé n'avoir jamais existé et les parties doivent être remises en l'état) : cependant, la CJUE peut, sur le fondement de l'article 264 TFUE, tempérer cet effet voire limiter à l'avenir cette annulation, pour préserver des droits acquis, respecter la sécurité juridique et assurer la continuité juridique, en particulier lorsque les conséquences d'une telle remise en l'état serait excessives.

## Articulation avec les autres voies de droit et préservation de l'accès au juge
Le principe général de l'art. 263, qui n'est pas exposé comme tel dans le traité sur le fonctionnement de l'Union européenne (TFUE) ou dans la jurisprudence de la CJUE mais peut s'en déduire, est que les États membres et les institutions de l'Union européenne peuvent attaquer l'ensemble des actes de l'Union, alors que les particuliers ne peuvent attaquer que les actes de l'Union qui les concernent étroitement (typiquement, les sanctions individuelles ou les règlements européens concernant un secteur précisément délimité de l'économie), sans pouvoir attaquer les actes généraux qui concernent l'ensemble des citoyens de l'Union sans distinction (typiquement, les directives européennes qui portent sur des grandes questions de principe ou de droit). Finalement, il s'agit d'éviter la multiplication de recours individuels contre les actes de l'Union, qui viendrait engorger la CJUE et plus généralement entraver gravement le fonctionnement des institutions de l'Union.
Un mécanisme secondaire qui permet de préserver l'accès au juge, en tant que droit fondamental, est cependant mis en place par les traités et rappelé par la décision Inuit, remarquablement pédagogique, de la CJUE du 3 octobre 2013, points 92 et suivants :

« Le traité FUE a [...] établi un système complet de voies de recours et de procédures destiné à assurer le contrôle de la légalité des actes de l’Union, en le confiant au juge de l’Union [...].  Ainsi, les personnes physiques ou morales ne pouvant pas [...] attaquer directement des actes de l’Union de portée générale sont protégées [...]. Lorsque la mise en œuvre desdits actes appartient aux institutions de l’Union, ces personnes peuvent introduire un recours direct devant la juridiction de l’Union [...] et invoquer, en vertu de l’article 277 TFUE, à l’appui de ce recours, l’illégalité de l’acte [...]. Lorsque cette mise en œuvre incombe aux États membres, elles peuvent faire valoir l’invalidité de l’acte de l’Union en cause devant les juridictions nationales et amener celles-ci à interroger, en vertu de l’article 267 TFUE, [...] la Cour par la voie de questions préjudicielles [...]. »

Le requérant déclaré irrecevable au titre de l'article 263 peut donc attaquer l'acte litigieux, soit par voie d'exception d'illégalité devant les juridictions de l'Union (art. 277), soit par renvoi préjudiciel devant les juridictions nationales (art. 267).
Le mécanisme garantissant l'accès au juge au requérant qui souhaite attaquer un acte de l'Union est donc, de façon schématique, le suivant :
1. Au principal, le recours en annulation (art. 263), dans un délai de deux mois après promulgation ou notification ;
2. Au secondaire et en cas d'irrecevabilité du recours en annulation, en marge d'un nouveau recours dirigé à titre principal contre un acte de mise en œuvre de l'acte attaqué :
  1. devant le juge de l'Union : l'exception d'illégalité (art. 277) ;
  2. devant le juge national : le renvoi préjudiciel adressé au juge de l'Union, seul compétent pour prononcer l'illégalité d'un acte de l'Union (art. 267).

Par ailleurs, le requérant qui souhaite attaquer, non pas un acte de l'Union mais le refus de l'Union d'adopter un acte se voit ouverte une autre voie de droit : le recours en carence (régit par l'art. 265 TFUE). De même, le requérant qui souhaite attaquer le refus d'un État membre d'adopter un acte relevant du droit de l'Union doit saisir un autre État membre ou la Commission qui peuvent alors engager un recours en manquement (art. 258 à 260 TFUE).
Dans tous les cas, qu'il s'agisse d'attaquer un acte ou l'absence d'un acte de l'Union, le requérant qui souhaite être indemnisé du préjudice supposément imputable à cet acte ou à cette absence d'acte doit engager, simultanément ou consécutivement, un recours en responsabilité délictuelle ou extra-contractuelle (art. 340 TFUE).